# Wayne McLaren
Wayne McLaren (* 12. September 1940 als Lawrence Gilbert McLaren in Lake Charles, Louisiana; † 22. Juli 1992 in Newport Beach, Kalifornien) war ein US-amerikanisches Fotomodell. 
Zunächst arbeitete er als Stuntman und Rodeo-Reiter, ab 1976 dann als Werbefigur (Marlboro Man) für die Zigarettenmarke Marlboro.

## Leben als Raucher
McLaren rauchte etwa eineinhalb Schachteln Zigaretten pro Tag, bevor er 1990 an Lungenkrebs erkrankte. Chemotherapie und die Entfernung eines Lungenflügels konnten den Krebs nicht stoppen, da die Krankheit streute und Metastasen im Gehirn verursachte. Zwei Jahre nach der Diagnose erlag er seinem Leiden.
McLaren startete als Reaktion auf seine Erkrankung eine Antitabakkampagne. Kurz vor seinem Tod wurden Bilder von ihm in einem Anti-Rauch-Spot gezeigt, einmal als Cowboy und dann als sterbenskranker Mann im Bett eines Hospitals. Sein Bruder, Charles McLaren, begleitet stimmlich den Spot und merkt an, dass die Tabakindustrie einen unabhängigen Lebensstil propagiere. Jedoch stelle sich beim Anblick seines kranken Bruders die Frage, wie unabhängig ein Raucher in Wirklichkeit sei.
Wenige Minuten vor seinem Tod sagte er zu seinen Töchtern: „Ich beende mein Leben unter dem Sauerstoffzelt. Ich sage euch, Rauchen ist das nicht wert.“ Eine seiner Töchter ist die bekannteste Anti-Tabak-Aktivistin der Vereinigten Staaten und sagt, dass ihr Vater nicht umsonst gestorben sei, da er der Welt die Augen geöffnet habe.
In dem US-Spielfilm Thank You for Smoking von 2005 ist die Figur des ‚Lorne Lutch‘ (gespielt von Sam Elliott) an Wayne McLaren angelehnt.